# 戴云鹏
戴云鹏（1954年5月—2015年9月25日），陕西长武人。男，汉族。加入中国共产党。西安政治学院政治工作专业毕业。
曾担任《解放军报》社副社长、总政治部直属工作部部长等职。后任中央军委巡视组原正军职巡视专员。
2013年，当选第十二届全国人民代表大会解放军代表。
因病于2015年9月25日去世。